# Iniciativa para el Resurgimiento del Movimiento Abolicionista
La Iniciativa para el Resurgimiento del Movimiento Abolicionista (en francés: Initiative pour la Resurgence du mouvement Abolitioniste), comúnmente abreviado como IRA-Mauritania o simplemente IRA es un movimiento político y un grupo antiesclavista mauritano encabezado por Biram Dah Abeid. Se estima que en Mauritania hay entre 140,000 y 600,000 personas en situación de esclavitud. De acuerdo con el periodista Alexis Okeowo, el IRA tiene una red de nueve mil activistas. IRA-Mauritania recibió el premio Tulipán de los Derechos Humanos en diciembre de 2015.
El grupo fue fundado en 2008 y es descrito por Abeid como "una organización de lucha popular". El IRA ha estado involucrado en sentadas frente al ministerio de justicia, huelgas de hambre y marchas a través de ciudades y pueblos alrededor de Mauritania. El grupo lucha contra la justificación religiosa de la esclavitud.
Según Abeid, el grupo pasó a una acción más directa en sus protestas porque "cada vez que presentábamos un caso de esclavitud a la policía, liberaban al dueño de esclavos". En 2010 y 2011, el grupo ganó una "victoria seminal" cuando se reunió frente a la casa de un dueño de esclavos y exigió que la policía lo arrestara. Tanto Abeid como el propietario de esclavos fueron arrestados: Abeid fue encarcelado durante tres meses, el propietario de esclavos fue liberado después de nueve días, pero fue la primera vez que la policía de Mauritania encarceló a un propietario de esclavos. Siguieron otras protestas y arrestos de propietarios (la organización ha ayudado a encarcelar a unos veinte propietarios a partir de septiembre de 2014). Aunque los encarcelamientos a menudo eran solo por períodos breves, se produjo la liberación de "miles de esclavos" (llamados "Biram Frees") por los propietarios temerosos.
La Iniciativa se siente presionada por el gobierno de Mauritania que se niega a permitir que se registre como una organización no gubernamental y amenazó o persuadió al partidario de que pusiera fin a su apoyo. La falta de estatus de ONG hace que sea imposible solicitar fondos a través de subvenciones. IRA ha confiado en regalos de clientes, principalmente empleados del gobierno. El gobierno ha persuadido a otros activistas para que dejen el movimiento, amenazándolos o ganándolos con empleos estatales lucrativos.
El IRA ha respaldado las candidaturas de Abeid a la presidencia de Mauritania, en 2014 y 2019.